# Harald Zusanek
Harald Zusanek (* 14. Jänner 1922 in Wien; † 21. Jänner 1989 ebenda) war ein österreichischer Schriftsteller.

## Leben
Harald Zusanek studierte am Wiener Max-Reinhardt-Seminar und arbeitete als Theater- und Hörspielautor wie auch als Dichter und Erzähler. Bekannt wurde er vor allem als Ideologie- und Zivilisationskritiker. 1951 erhielt Zusanek den Österreichischen Staatspreis. Ab 1967 war er Professor an der Filmakademie Wien, deren offizielle Bezeichnung zu der Zeit Abteilung Film und Fernsehen an der Hochschule für Musik und darstellende Kunst Wien war.
Zusanek wirkte in Wien und war mit der TV-Redakteurin und Filmemacherin Rose Kern verheiratet.

## Werke
- Warum gräbst du, Centurio, Drama, 1949
- Die Straße nach Cavarcere; Drama, 1952
- Bettlerin Europa; Drama, 1953
- Die Schauspielerin; Hörspiel. Regie: Otto Kurth. NWDR 1953
- Jean von der Tonne; Drama, 1954
- Die dritte Front; Drama, 1956
- Hinter der Erde; Lyrik, 1956
- Ein gewisser Judas[1], Film 1958, Ko-Autor, Regie und Hauptrolle Oskar Werner
- Südtirol - Land der Sehnsucht; Drehbuch und Regie, Dokumentarfilm, ORF 1961
- Die dritte Front; Drama, 1964
- Piazza; Drama, 1964
- Das Kloster; Drama, 1968 (unveröffentlicht)
- Ich log die Wahrheit, Fernsehfilm, 1971, Drehbuch
- Die Babenberger in Österreich[2]; Drehbuch zum Fernsehfilm, 1976, (für den ORF)
- Rhodos und Helios : Mythos, Topos und Kultentwicklung / Hrsg. von Sibylla Hoffmann, 1994. ISBN 3-631-47376-1
- Untersuchungen zum dios-Begriff / Aus dem Nachlass hrsg. und bearb. von Sibylla Hoffmann, 2 Bde.: 1. Kalypso

1996; 2. Die Nymphen 1998
- Hermes / Hrsg. und bearb. von Michael Zuzanek, 2003. ISBN 3-631-50096-3
- Eos : Untersuchungen zum Dios-Begriff 3 / Hrsg. und bearb. von Michael Zuzanek, 2005. ISBN 3-631-52154-5
- Untersuchungen zum Vogelkult / Hrsg. und bearb. von Michael Zuzanek. 1. Band: Troizen - Alkyone

2007
- Poseidon / Hrsg. und bearb. von Michael Zuzanek, 2009. ISBN 978-3-631-57264-1

## Zitate
(im Rahmen seiner Funktion als Professor für Drehbuch und Dramaturgie an der Filmakademie Wien):

Der Zuseher erkennt die Absicht und ist verstimmt.